# 瘟神 (小說)
《瘟神》是倪匡筆下科幻小說衛斯理系列之一，系列編號63。內容描述衛斯理發現有一群人想要散佈恐怖的病毒，如同神話中的瘟神一般。

## 故事大綱

### 世界第一的扒手
衛斯理的乾兒子溫寶裕在機場認識了江湖異人古九非，古九非為了炫耀扒竊技巧，從阿加酋長身上偷出了一塊玻璃。經由溫寶裕的介紹，古九非向衛斯理、白素說起曾經接受委託，在國賓宴會上向斐將軍偷出一些東西。古九非也順便在委託人包勃身上扒得一卷軟片，沖洗出來後，都是一些罹患不明恐怖疾病的病患照片。之後，衛斯理接到通知，古九非慘死在檳城家中，屍體慘不忍睹。衛斯理來到現場，在青龍中校口中得知事情可能和神秘的主宰會有關。

### 神秘高峰會
這時，阿加酋長知道失竊的玻璃可能和古九非有關，也來到馬來西亞檳城，兩人以玻璃和酋長交換了一些真相。綜合所得情報，衛斯理了解到世上有主宰會的存在，而那塊玻璃則是主宰會旁聽會員的資格證明，當初斐將軍用它向阿加酋長交換了價值十億美金的軍火，這件事被主宰會發現，於是利用古九非的扒竊技術想要偷回玻璃，但是在扒手下手前，玻璃就已經脫手，因而古九非沒有得手；古九非也因為偷竊了軟片而遭主宰會派人追查。最終死在主宰會手下。

### 主宰會的陰謀
同時，溫寶裕和良辰美景在何爾的口中得知有一種特殊的玻璃，經由一定頻率光束照射，可以取得資料後，也趕往檳城。路上巧遇遭到貨櫃車追撞的阿加酋長座車，在慘死的酋長身上，又取回了玻璃。玻璃經過光束照射，得出了一組數字，是挪威奧斯陸一家造紙廠的電話號碼。衛斯理前往當地的一家音響店，利用玻璃開啟特殊裝置後，旁聽到一次主宰會會議的錄音。在會議中，衛斯理知道主宰會成員計劃散佈一批特殊病毒，在三十年內減少地球二十億的人口，以抵銷地球人口的增長。

### 瘟神散布病毒
主宰會的創立始於二戰之後，創始者的目的是藉由一些檯面下的手段來主導世界秩序。而主宰會的成員包含世界各地的權力者，甚至有某國總統在內，是一個神祕高峰會。主宰會成立目的，是藉由某些策略的運作，將世界導向正軌，不要讓世界因某些貪婪自私，欺詐成性的下等人類而毀滅，而他們的工具就是可在實驗室內改寫遺傳基因密碼的，具有指向性(identical)的生物兵器-病毒，這也是故事名字瘟神的由來。故事最後，原來的東南亞聯絡員包勃已經遭到處決，新任聯絡員正是青龍；青龍以含糊其辭的報告，說明了衛斯理只是古九非的朋友，對主宰會的內幕毫不知情，藉此掩護衛斯理的調查行動，使得主宰會不再追查他。後來，衛斯理將瘟疫病人的照片經由雜誌批露出來，於是主宰會中止了這項計畫。

## 主要人物
- 衛斯理　　- 　主角，進出口行董事兼作家
- 白素　　　- 　主角，衛斯理之妻
- 溫寶裕　　- 　衛斯理的忘年好友，相貌俊美，講話會故意誇張引起注意，思考方式卻異常靈敏的少年，據說性格是以作者兒子倪震為模特兒
- 胡說　　　- 　生物學家，「說」讀為「悅」，溫寶裕等人的好友
- 良辰美景　- 　名為良辰、美景的一對雙生女，喜穿紅衣、輕功甚佳
- 古九非　　- 　扒手，據稱扒竊技巧中國第三、世界第三
- 阿加酋長　- 　中東領主，世界最大軍火買賣商之一
- 斐將軍　　- 　主宰會成員，亞洲某國的掌權者
- 青龍中校　- 　軍方情報人員，曾經死而復生，事蹟詳見《奇緣》
- 曾原　　　- 　馬來西亞檳城警官，負責調查古九非被殺一案
- 包勃　　　- 　主宰會駐東南亞聯絡員，委託古九非偷回玻璃
- 何爾　　　- 　電腦天才，良辰美景的同學
- 主宰會　　- 　據說由世界各國最具勢力的人物組成，包含各國權力者，是一個神祕高峰會，自二戰後即存在，有主宰人類命運的能力

## 作者設想
- 這個故事改編自清朝著名作家蒲松齡的鬼狐怪談小說《聊齋誌異》中的一篇故事《牛蝗》，故事講述地球上有一群優秀的人是世界主導者，在暗中引導世界的運行，他們擔心人類數量無止盡的擴張下去，帶來的將是全人類的滅亡。他們研發出一種病毒，可以有選擇性(identical)的消滅符合特定條件的人，書中選擇的對象是長期處於飢餓狀態。在節制生育證明是失敗的前提下（以1987年來說），戰爭、饑荒、瘟疫是無選擇的減少人口；而像破壞人體天然免疫系統的病毒（愛滋病）選擇濫交者，越是濫交、被侵襲的機會越大，似乎很合乎人類的傳統道德。那麼，為了抑制人口的增長，有選擇性的方式能說比無選擇性的方式要好嗎？
- 類似的故事構想還有丹布朗《達文西密碼》系列的以但丁地獄圖為主題的《地獄》。

| 前任者： 062 謎蹤 | 衛斯理系列（按編號） 063                              | 繼任者： 064 招魂 |
| 前任者： 謎蹤     | 衛斯理系列（按連載時序） 1987年7月5日至1987年10月19日 | 繼任者： 招魂     |